# Suomalaisuuden Liitto
L'Association pour la culture et l'identité finnoise (finnois : Suomalaisuuden Liitto) est fondée le 12 mai 1906 pour le centième anniversaire de la naissance de Johan Vilhelm Snellman (1806-1881). Johannes Linnankoski en sera le premier Président.
L'Association a pour objectif de préserver la culture et la langue finnoise.
En conséquence de son action, beaucoup de Finlandais ont changé leur nom de famille suédois en nom finnois.

## Histoire

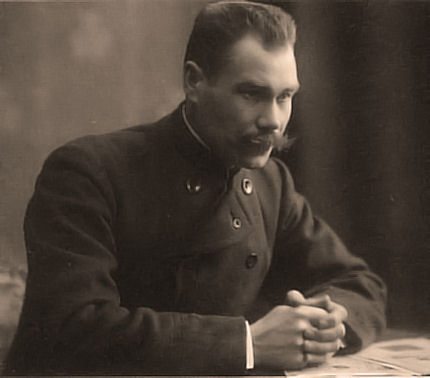
Johannes Linnankoski.

En 1906, Johannes Linnankoski avait déjà évoqué depuis une dizaine d'années dans ses articles la fennisation des noms de famille. Dans sa province d'Uusimaa, Linnankoski ressentait que la langue finnoise était considérée comme la langue peu délicate des serviteurs, avait de plus en plus d'emprunt au suédois (suédiscismes) et que le choix de noms de famille suédois se généralisaient.
À la suite de la Grande grève de Finlande, le droit de vote universel  et la mise en place d'une chambre unique seront une étape décisive pour le développement de la société civile finlandaise.
Dans un article publié par la revue Valvoja, Linnankoski exprime qu'il serait nécessaire d'agir pour la promotion de la langue et de la culture finnoise.
Pour ce faire, il fallait fonder une association nationale indépendante des partis politiques et attirant de larges couches de la population. 
Linnankoski considérait qu'il serait une question d'honneur, pour les membres de l'association, d'utiliser la langue finnoise en tout temps et en tout lieu, en Finlande et partout où cela était possible.
Les idées de Linnankoski ont été considérées comme ayant amorcé le mouvement fennomane des étudiants. Les professeurs Kaarle Krohn, Jooseppi Julius Mikkola  et Heikki Paasonen ainsi qu'Uuno Karttunen ont formé un comité pour étudier la mise en place d'une nouvelle association. Linnankoski participait à ces réunions. On proposera « Association de Finlande » qui deviendra finalement Association pour la culture finnoise. Parmi les objectifs de l'association, il y avait le devoir de réaliser le rêve longuement réfléchi de finniser les noms de famille.
L'association Suomalaisuuden liitto sera fondée le 12 mai 1906, date du centième anniversaire de la naissance de Johan Vilhelm Snellman.

## Présidents
| Présidents                   |           |
| ---------------------------- | --------- |
| Johannes Linnankoski         | 1906      |
| Kaarle Krohn                 | 1907      |
| J. J. Mikkola                | 1907–1909 |
| Väinö Voionmaa               | 1915–1916 |
| A. A. Koskenjaakko           | 1917–1918 |
| Väinö Salminen               | 1919      |
| Rafael Engelberg             | 1920–1924 |
| Juho Rudolf Koskimies        | 1925–1926 |
| Yrjö Ruutu                   | 1928      |
| Elieser Kaila                | 1929      |
| Urho Kekkonen                | 1930–1932 |
| Veikko Aleksanteri Heiskanen | 1933–1947 |
| Niilo Kallio                 | 1948–1954 |
| Veikko Aleksanteri Heiskanen | 1955–1956 |
| Erkki Salonen                | 1957–1968 |
| Kauko Sipponen               | 1968–1970 |
| Kari Tarasti                 | 1970–1974 |
| Jouko Hulkko                 | 1974–1978 |
| Veikko Löyttyniemi           | 1978–1986 |
| Martti Häikiö                | 1986–1988 |
| Erkki Pihkala                | 1988–1996 |
| Seppo Heikinheimo            | 1996–1997 |
| Pentti Huttunen              | 1998–2003 |
| Heikki Tala                  | 2003–2009 |
| Sampo Terho                  | 2009–2017 |
| Ilmari Rostila               | 2017-     |

## Membres d'honneur
| Membres d'honneur   |         |
| ------------------- | ------- |
| Lauri Kettunen      | 1941    |
| V. A. Koskenniemi   | 1941–52 |
| Otto Manninen       | 1941    |
| Veikko Heiskanen    | 1948    |
| Pentti Eelis Eskola | 1956    |
| Martti Haavio       | 1958    |
| Urho Kekkonen       | 1960    |
| Veli Merikoski      | 1974    |
| Erkki Salonen       | 1974    |
| Matti Kuusi         | 1981    |
| L. A. Puntila       | 1981    |
| V. J. Sukselainen   | 1981    |
| Jaakko Numminen     | 1986    |
| Kauko Sipponen      | 1986    |
| Jaakko Valtanen     | 1986    |
| Jouko Hulkko        | 1996    |
| Martti Häikiö       | 1996    |
| Veikko Löyttyniemi  | 1996    |
| Erkki Pihkala       | 1996    |
| Riitta Uosukainen   | 2006    |
| Kari Hautanen       | 2010    |